# 선유
선유(본명: 김선유, 2008년 3월 20일 ~ )는 대한민국의 걸 그룹 클라씨의 메인 래퍼로 활동하고 있으며 초등학생 때 피겨스케이팅 선수로 활동하다가 진로를 바꾸었고 2020년부터 아이돌 오디션 프로그램에 출연하기 시작했으며 2021년 방영한 MBC 오디션 프로그램 《방과후 설렘》에 참가해 2022년 5월 5일 클라씨로 데뷔하였다.

## 생애

### 데뷔 전
2014년부터 강릉 한솔초등학교 4학년 학생이었던 2018년까지 피겨 선수로 활동했다. 2017년 1월 7일 강릉 아이스 아레나에서 열린 제71회 피겨 종합선수권대회에 출전한 차준환의 쇼트 프로그램 연기를 보고는 “정말 잘해서 부럽다”고 인터뷰했다. 이 모습이 2017년 2월 9일 방영된 SBS 평창올림픽 특집 다큐 《꿈을 넘어 별이 되다》에 나왔다. 평창올림픽 기간에 화동이 되어 차준환 무대가 끝난 뒤에 인형을 주운 적이 있다.
| 날짜           | 참가 피겨대회/영상                          | 장소                                    |
| -------------- | ------------------------------------------- | --------------------------------------- |
| 2014년, 2015년 | 강릉빙상한마음축제                          |                                         |
| 2015.2.15      | 제1회 동계생활체육대축전                    | 강원도 강릉시 실내빙상장                |
| 2016.1.29      | 제2회 동계생활체육대축전                    | 강원도 춘천시 의암빙상장                |
| 2016.8.6       | 제32회 교보생명컵 꿈나무체육대회            | 충청남도 아산시 이순신빙상장 실내체육관 |
| 2017.1.19      | 제98회 전국동계체전                         | 경기도 성남시 탄천종합운동장 실내빙상장 |
| 2017.3.21      | 제59회 전국남녀 피겨스케이팅 종별선수권     | 경기도 고양시 고양어울림누리 얼음마루   |
| 2017.6.25      | 제26회 문화체육관광기 생활체육대회          | 충청남도 아산시 이순신빙상장 실내체육관 |
| 2017.8.4       | 제33회 교보생명컵 꿈나무체육대회            | 전라북도 전주시 화산 실내빙상장         |
| 2017.10.22     | 제15회 대한체육회장배 전국생활체육 빙상대회 | 강원도 춘천시 의암빙상장                |
| 2018.1.17      | 제99회 전국동계체전                         | 서울특별시 태릉 실내빙상장              |

춤추는 게 즐거운 것 같아서 강릉에서 댄스학원을 다니다가 꿈을 아이돌로 바꾸었다. 나중에 클라씨 멤버로 같이 데뷔한 김리원과 2017년부터 알던 사이였으며, 같은 학원에 다닌 적이 있다. 초등학교 4학년 때 마마무 콘서트에 가고 싶어서 엄마에게 응원봉을 사달라고 조르고 콘서트에 갔다.
2020년 생애 첫 번째 오디션 프로그램인 《캡틴》에 참가했다. 재능평가에서 ITZY 〈달라달라〉와 몬스타엑스 〈Shoot Out〉에 맞춰 춤을 추었다. 하지만 합격하지 못해서 장르 TOP 미션에 진출하지 못했다.

### 《방과후 설렘》 참가
2021년 10월 31일부터 2022년 2월 27일까지 두 번째로 참가한 오디션 프로그램 《방과후 설렘》과 프리퀄  《등교전 망설임》에 출연해 데뷔에 성공했다.
《등교전 망설임》
어머니가 운전하시는 차를 타고 매일 6시간 동안 강릉과 서울을 오가며 연습에 참가했다. 연습이 끝나고 출발하면 집에는 새벽 3시에 도착하고, 오전 7시 50분에 일어나 다시 서울로 갔다. 제작진이 꼭 데뷔하고 싶은 이유를 묻자 "엄마한테 보답하고 (엄마가) 하고 싶었던 걸 다 해주고 싶어요"라고 말했다. 어머니는 김선유가 연습하는 모습을 보며 행복해 보인다고 오은영에게 이야기했다.
아이키와의 첫 수업에서 잘한다고 칭찬을 받았다. 아이키는 김선유가 "춤을 거침없이 터프하게 보여주는 모습이 보여서 다른 데를 보는데도 계속 보여요. 눈에 띄어요"라고 했다. 제작진이 1학년 학생들에게 가장 춤을 잘 추는 학생이 누구인지 묻자 성민채는 김선유와 최수빈이라고 했다. 김선유는 최수빈을, 최수빈은 자신과 김선유를 꼽았다. 오유진, 보미세라, 윤승주, 박보은은 김선유라고 했다. 박보은은 김선유가 춤을 완벽하고 멋있게 춘다고 했다.
보컬 트레이너 영지 앞에서 김선유는 아리아나 그란데의 〈Break Free〉를 불렀다. 영지는 성량이 크다며 메인보컬해야 되겠다고 했지만, 강약조절을 못하면 노래 잘하는게 티가 안난다고 주의를 주었다.
입학시험
매 무대할 때마다 얼마나 떨었는지 몰라요.
턱과 다리가 덜덜 떨려서 턱을 꼭 잡고,
다리를 담요로 꽁꽁 감싸야 했을 정도로요.— 《앳스타일》 2022년 7월호 인터뷰에서

고은채와 함께 입학시험을 준비하면서 서태지와 아이들의 <하여가>를 골랐다. 제작진이 선곡 이유를 묻자 부모님이 추억에 잠겨서 많이 즐기실 수 있도록 준비했다고 답했다.
《방과후 설렘》 3회에서 통편집된 입학시험 무대들을 보여줄 때 '90년대 곡을 재해석한 파워풀 퍼포먼스'라는 자막과 함께 잠깐 나왔고, 권유리가 춤을 너무 잘 춘다며 감탄하는 모습이 나왔다. 둘 다 합격했으나 몇 점을 받았는지 공개되지 않았다. 입학시험에서 옆돌기를 해서 많은 학생들이 감탄했지만 통편집되자 아이키는 그 부분이 방송에 나왔어야 했다며 아쉬워했다.
| 경연곡 : 서태지와 아이들 〈하여가〉 | 경연곡 : 서태지와 아이들 〈하여가〉 | 경연곡 : 서태지와 아이들 〈하여가〉 |
| 입학시험 무대 풀버전 영상           | 입학시험 무대 풀버전 영상           | 입학시험 무대 풀버전 영상           |
| ----------------------------------- | ----------------------------------- | ----------------------------------- |
| 이름                                | 고은채                              | 김선유                              |
| 심사위원 투표                       | 미공개                              | 미공개                              |

  합격     탈락
1학기 중간고사(학년대항전)
대결 상대 선택권을 얻은 2학년이 1학년 연습실로 찾아왔다. 윤균상의 제안으로 2학년 박효원이 기선제압용 퍼포먼스를 보여주자, 김선유가 1학년 대표로 나서서 춤춘 뒤에 2학년을 도발했다. 고은채와 함께 1학년 중간평가를 받은 후 아이키가 오늘도 완벽했다며 칭찬했다. 단짝이었던 고은채가 탈락한 뒤 생존한 학생들에게 “우리 1등 안 하면 진짜 책임감 없는 거 알지?”라며 승부욕을 끌어올렸다. 첫 번째 순위 발표식에서 5등으로 호명되었다.
중간고사 리허설에서 아이키는 김선유에게 입학시험에서 보여 주었던 옆돌기를 할 수 있냐고 물었다. 김선유가 옆돌기를 하자 댄스 트레이너 류재준은 훨씬 좋다고 했다. 중간고사 무대 1학년 댄스 브레이크 중에 옆돌기를 했다. 1학년이 10점 차이로 2학년을 이겼다. 개인투표 결과 1학년에서 1위를 차지했고, 김선유는 기쁜 나머지 관객들에게 넙죽 엎드려 절을 했다.
| 중간고사 1라운드 무대 풀버전 영상 | 중간고사 1라운드 무대 풀버전 영상 | 중간고사 1라운드 무대 풀버전 영상 |
| --------------------------------- | --------------------------------- | --------------------------------- |
| 1학년                             | 현장투표 점수                     | 2학년                             |
| 에버글로우 〈Adios〉              | 538 : 528                         | ITZY 〈Wannabe〉                  |

| 김선유 | 김수빈 | 박보은 | 보미세라 | 성민채 | 오유진 | 윤승주 | 정시우 | 정유주 | 최수빈 |
| 1      | 2      | 3      | 7        | 9      | 10     | 7      | 6      | 3      | 5      |

- 박보은과 정유주는 공동 3등, 보미세라와 윤승주는 공동 7등이다.

중간고사 2라운드에서 김선유는 오유진의 생존을 걸고 2학년 에이스 김리원과 겨루게 되었다. 탈락 후보가 된 오유진이 눈물을 흘리자 김선유는 “야, 내가 이길게!”라며 위로했다. 대기실에 있던 3학년 이태림이 김선유가 라이브를 잘한다고 하자 다른 3학년 학생들도 동의했다. 박보은은 김선유에게 누가 걸려도 이길 수 있다고 격려했다. 아이키는 김선유가 에이스로 확정된 순간 "이건 우리가 찢겠다"고 생각했다.
에이스전 리허설에서 김리원이 김선유와 마주봤을 때 볼을 건드리며 도발했지만 김선유는 아무런 대응을 하지 못했다. 아이키는 1학년 학생들의 현장 대응 능력이 2학년에 비해 부족하기 때문에 리허설처럼 대결하면 불리하겠다고 여겼다.
약점을 보완하기 위해 김선유에게 주도권을 뺏기지 않도록 고개를 들고, 손을 올리고 김리원을 배로 밀라고 했다. 그리고 김리원이 다리 찢고 내려갈 때 발차기를 하라고 했다. 김선유는 1학년 10명이 다 같이 생존하기 위해 최대한 즐겨서 이겨야겠다고 생각했다.
에이스전에서 아이키가 시킨 대로 김리원이 다리를 찢고 앉았을 때 발차기를 하자, 대기실에 있던 3·4학년 학생들이 감탄했다. 무대가 끝나고 김리원이 볼을 건드렸을 때 배로 밀어내자 먼저 도발한 김리원이 놀랐다. 오유진은 김선유의 도발을 보고 승산이 있겠다고 생각했다. 현장 투표 결과 230점을 더 얻은 김선유가 승리했다.
| 경연곡 : 청하 〈Snapping〉        | 경연곡 : 청하 〈Snapping〉        | 경연곡 : 청하 〈Snapping〉        |
| 1·2학년 에이스전 무대 풀버전 영상 | 1·2학년 에이스전 무대 풀버전 영상 | 1·2학년 에이스전 무대 풀버전 영상 |
| --------------------------------- | --------------------------------- | --------------------------------- |
| 1학년 (총점 1338)                 | 현장투표 점수                     | 2학년 (총점 1098)                 |
| 김선유                            | 800 : 570                         | 김리원                            |

1학기 기말고사(콘셉트 평가)
박보은, 최수빈과 함께 '잘하는 애' 팀에 들어갔다. 중간평가 후에 CL의 〈Hello Ladies〉 설렘 파트(킬링 파트)는 4학년의 이미희, 송예림, 김인혜가 차지했다. ‘잘하는 애’ 팀 현장투표에서 4학년에게 졌고, 1학년은 '예쁜 애', '잘하는 애' 무대에서 모두 패배해 4학년과의 점수차가 20점으로 벌어졌다. 그러나 ‘끼많은 애’ 대결에서 1학년이 역전했기 때문에 1학년이 데뷔조 한 자리를 확보하고 10명 모두 생존했다.
| 경연곡 : CL 〈Hello Ladies〉         | 경연곡 : CL 〈Hello Ladies〉         | 경연곡 : CL 〈Hello Ladies〉         | 경연곡 : CL 〈Hello Ladies〉         | 경연곡 : CL 〈Hello Ladies〉         | 경연곡 : CL 〈Hello Ladies〉         | 경연곡 : CL 〈Hello Ladies〉         |
| 1·4학년 '잘하는 애' 무대 풀버전 영상 | 1·4학년 '잘하는 애' 무대 풀버전 영상 | 1·4학년 '잘하는 애' 무대 풀버전 영상 | 1·4학년 '잘하는 애' 무대 풀버전 영상 | 1·4학년 '잘하는 애' 무대 풀버전 영상 | 1·4학년 '잘하는 애' 무대 풀버전 영상 | 1·4학년 '잘하는 애' 무대 풀버전 영상 |
| ------------------------------------ | ------------------------------------ | ------------------------------------ | ------------------------------------ | ------------------------------------ | ------------------------------------ | ------------------------------------ |
| 1학년(누적 766점)                    | 1학년(누적 766점)                    | 1학년(누적 766점)                    | 현장투표 점수                        | 4학년(누적 786점)                    | 4학년(누적 786점)                    | 4학년(누적 786점)                    |
| 김선유                               | 박보은                               | 최수빈                               | 현장투표 점수                        | 김인혜                               | 송예림                               | 이미희                               |
| 144                                  | 147                                  | 134                                  | 425 : 432                            | 163                                  | 121                                  | 148                                  |

2학기 중간고사(학년 연합 배틀)
1학기 1등을 차지한 1학년이 선택권을 획득해 4학년에게 연합을 제안했으나, 4학년이 거절하고 3학년을 선택하면서 1·2학년과 3·4학년이 연합하게 되었다.
1·2학년 포지션 결정 회의에서 원지민이 김선유에게 랩 포지션 노래와 잘 어울릴 것 같다며 추천하자 다른 2학년 학생들도 동의했고, 박보은도 김선유가 랩으로 찢을 것 같다고 말했다. 그래서 랩 포지션 팀에 들어가 미나미, 정시우, 최수빈과 함께  방탄소년단 <MIC Drop> 무대를 준비했다. 그러나 댄스 포지션 팀이 중간평가에서 좋지 않은 모습을 보이자 아이키, 권유리, 리사, 한해는 논의 끝에 김선유를 댄스 포지션에 옮기기로 했다.
아이키는 김선유에게 댄스 포지션으로 가야 한다고 말하고, 3·4학년 댄스팀이 셀 것 같아서 선유가 기술적으로 도움을 줘야 할 것 같다고 했다. 김선유는 제작진과의 인터뷰에서 “선생님이 기술 얘기를 하자마자 갑자기 의욕이 생겼어요”라고 했다. 결국 성민채와 팀을 맞바꾸고 NCT DREAM의 〈맛〉 무대를 준비하게 되었다.
두 번째 순위 발표식에서 지난번보다 7등 하락한 12위를 차지했다. 2학기 중간고사 무대에서 김선유는 도입부와 댄스 브레이크, 마무리 부분에서 1·2학년 댄스팀을 주도했다. 그러나 홍혜주, 김인혜, 송예림, 이태림, 최윤정 등 댄스 강자가 많은 3·4학년 댄스팀이 훨씬 많은 점수를 받아서 크게 졌다. 학년 연합 배틀이 모두 끝난 결과 동점이 나왔기 때문에 각 학년별로 데뷔조 1자리씩 배정되었고, 1학년은 데뷔조 두 자리를 확보하게 되었다.
| 1·2학년 무대 풀버전 영상            | 1·2학년 무대 풀버전 영상            | 1·2학년 무대 풀버전 영상            | 1·2학년 무대 풀버전 영상            | 1·2학년 무대 풀버전 영상            | 1·2학년 무대 풀버전 영상            |               | 3·4학년 무대 풀버전 영상    | 3·4학년 무대 풀버전 영상    | 3·4학년 무대 풀버전 영상    | 3·4학년 무대 풀버전 영상    | 3·4학년 무대 풀버전 영상    |
| ----------------------------------- | ----------------------------------- | ----------------------------------- | ----------------------------------- | ----------------------------------- | ----------------------------------- | ------------- | --------------------------- | --------------------------- | --------------------------- | --------------------------- | --------------------------- |
| 1·2학년 NCT DREAM 〈맛(Hot Sauce)〉 | 1·2학년 NCT DREAM 〈맛(Hot Sauce)〉 | 1·2학년 NCT DREAM 〈맛(Hot Sauce)〉 | 1·2학년 NCT DREAM 〈맛(Hot Sauce)〉 | 1·2학년 NCT DREAM 〈맛(Hot Sauce)〉 | 1·2학년 NCT DREAM 〈맛(Hot Sauce)〉 | 현장투표 점수 | 3·4학년 리틀 믹스 〈Power〉 | 3·4학년 리틀 믹스 〈Power〉 | 3·4학년 리틀 믹스 〈Power〉 | 3·4학년 리틀 믹스 〈Power〉 | 3·4학년 리틀 믹스 〈Power〉 |
| 정유주                              | 김선유                              | 보미세라                            | 오유진                              | 김수빈                              | 윤승주                              | 190 : 810     | 유재현                      | 이태림                      | 최윤정                      |                             |                             |
| 이지원                              | 박효원                              | 조수이                              | 타케이 카리나                       | 타케이 카리나                       |                                     | 190 : 810     | 김하리                      | 김유연                      | 송예림                      | 김인혜                      | 홍혜주                      |

  1학년     2학년     3학년     4학년
2학기 기말고사(데뷔조 선발전)
기말고사 과제 발표 후에 박보은과 함께 온라인 투표 장면을 촬영했다. 이때 둘이 투표한 사람은 박보은, 김선유, 윤채원, 김리원, 이태림, 김윤서, 김유연이었다. 그 외에도 둘이 투표하고 싶은 학생들이 더 있었기 때문에 김선유는 “왜 7명인 거야?”라며 아쉬워했다.
1학년 경연곡 중에서 블랙핑크의 〈How You Like That〉을 선택하고 박보은, 최수빈, 성민채와 같은 팀이 되었다. 원하는 파트가 박보은과 겹치자 팀원들 앞에서 둘이 같은 부분을 부른 후에 김선유가 메인보컬 파트를 차지했다. 도입부, 후렴1, 후렴2 파트도 적극적으로 지원했다. 최종적으로 김선유와 최수빈은 35초, 성민채는 22초, 박보은은 13초를 배분받았다.
중간평가에서 리사가 파트 배분에 만족하냐고 묻자 김선유, 최수빈, 성민채는 모두 '네'라고 대답했지만 박보은은 대답하지 못했다. 리사와 아이키는 파트 재분배를 논의한 끝에 메인보컬 파트 앞부분을 박보은과 나눠 부르게 했다.
〈How You Like That〉팀 무대를 보고 윤채원은 "너무 잘한다"고 했고, 김윤서는 "찢었다"라고 했다. 현장 투표 결과 김선유, 박보은, 윤승주가 공동 1등이 되었다. 데뷔조 발표 전에 최수빈이 김선유와 박보은에게 1등이 된걸 축하하자 김선유가 "승주는?"이라고 말해서 윤승주도 같이 축하받게 해주었다.
1학년 두 번째 데뷔조 학생을 발표하기 전에 윤채원, 김하리와 김리원은 김선유가 될 거라고 생각했다. 현장 투표와 온라인 투표로 663점을 얻은 김선유가 1학년 2등으로 데뷔조에 합류했다.
| 경연곡 : 이달의 소녀 〈Why Not?〉 · 블랙핑크 〈How You Like That〉 | 경연곡 : 이달의 소녀 〈Why Not?〉 · 블랙핑크 〈How You Like That〉 | 경연곡 : 이달의 소녀 〈Why Not?〉 · 블랙핑크 〈How You Like That〉 | 경연곡 : 이달의 소녀 〈Why Not?〉 · 블랙핑크 〈How You Like That〉 | 경연곡 : 이달의 소녀 〈Why Not?〉 · 블랙핑크 〈How You Like That〉 | 경연곡 : 이달의 소녀 〈Why Not?〉 · 블랙핑크 〈How You Like That〉 | 경연곡 : 이달의 소녀 〈Why Not?〉 · 블랙핑크 〈How You Like That〉 | 경연곡 : 이달의 소녀 〈Why Not?〉 · 블랙핑크 〈How You Like That〉 |
| 1학년 무대 풀버전 영상                                             | 1학년 무대 풀버전 영상                                             | 1학년 무대 풀버전 영상                                             | 1학년 무대 풀버전 영상                                             | 1학년 무대 풀버전 영상                                             | 1학년 무대 풀버전 영상                                             | 1학년 무대 풀버전 영상                                             | 1학년 무대 풀버전 영상                                             |
| ------------------------------------------------------------------ | ------------------------------------------------------------------ | ------------------------------------------------------------------ | ------------------------------------------------------------------ | ------------------------------------------------------------------ | ------------------------------------------------------------------ | ------------------------------------------------------------------ | ------------------------------------------------------------------ |
| 김수빈                                                             | 보미세라                                                           | 오유진                                                             | 윤승주                                                             | 김선유                                                             | 박보은                                                             | 성민채                                                             | 최수빈                                                             |
| 5                                                                  | 6                                                                  | 8                                                                  | 1                                                                  | 1                                                                  | 1                                                                  | 7                                                                  | 4                                                                  |

| 첫번째 데뷔조 명단 |        |        |        |        |        |        |
| 박보은             | 김선유 | 김리원 | 김윤서 | 김현희 | 김유연 | 윤채원 |

세미파이널(데뷔조 자리 뺏기)
윤균상이 도전조 학생들에게 "어떤 곡이 나오든 이길 수 있다"고 생각하는 데뷔조 학생 앞으로 가라고 하자 4학년의 강자 이미희가 김선유 앞으로 왔다. 뒤이어 3학년 최윤정과 4학년 김인혜까지 실력파 학생들만 계속 오자 김선유는 당혹스러워했다.
데뷔조 학생들이 선택한 곡을 공개하는 순간이 오자 김선유는 (여자)아이들의 〈LION〉을 불렀다. 윤균상이 도전조 학생들에게 대결 상대를 바꿀 기회를 주자, 김선유는 옆에 있던 김리원에게 "미희 언니 〈On The Ground〉(윤채원 선곡) 가면 좋겠는데"라고 말했다. 이미희가 윤채원에게, 김인혜가 김윤서에게 가서 김선유 앞에는 최윤정만 남았다. 그러나 김윤서가 대결 상대로 김인혜를 선택하지 않았기 때문에 김인혜는 다시 김선유에게 왔다. 결국 김선유와 맞붙을 도전조 학생으로 김인혜와 최윤정이 확정되었다.
김선유가 〈LION〉의 파트를 나누고 김인혜와 최윤정에게 보여주자, 김인혜는 김선유가 하길 원하는 초고음 메인보컬 파트와 후반부 솔로 랩 파트 중에서 하나는 도전조 학생이 하면 좋겠다고 했다. 김인혜와 최윤정이 랩 파트를 원하자 김선유는 보컬 파트(10초)가 랩 파트(20초)에 비해 짧다고 했다. 김인혜와 최윤정은 상의 후에 랩 파트 초반부를 김선유에게 주고 'I'm a Queen!'이 포함된 핵심 부분은 도전조 학생이 하는 게 어떠냐고 물었다. 김선유는 자기가 원하는 부분만 하려는 것도 좋지 않을 것 같다고 생각해서 아쉬움을 뒤로 하고 언니들 의견에 따랐다. 나중에 김선유는 팬들과의 보이스 미팅에서 김인혜와 최윤정이 아이디어를 많이 내서 듬직하고 잘 풀리는 것 같아서 좋았다고 했다.
연습 기간 도중에 아이키가 언니들과 대결하는 기분이 어떠냐고 묻자, 김선유는 위축되는게 있다고 대답했다. 리허설에서 최윤정이 계속 박자나 가사를 놓치는 실수를 하면서 연습이 자꾸 길어졌고, 초고음 파트를 맡은 김선유는 연습이 반복될수록 고음을 많이 내야 했기 때문에 갈수록 목 상태가 안좋아졌다. 마지막 연습에서는 고음을 내지 못해 류재준과 한해가 걱정하기도 했다. 결국 김선유는 목이 갑자기 이상해졌다고 제작진에게 말했다.
세미파이널 첫 번째 무대에서 데뷔조 학생들과 함께 신곡 〈SURPRISE〉를 공연했다. 뒤이어 벌어진 도전조끼리의 대결에서 홍혜주의 대활약으로 B팀이 승리해 B팀 멤버였던 최윤정과 세미파이널 무대에서 겨루게 되었다. 세미파이널 1:1 대결에서는 고음을 잘 소화했다. 아이키는 김선유와 최윤정의 에너지가 너무 좋아 끝까지 조마조마하게 봤다면서 환상의 호흡이었다고 평가했다. 그러나 김선유는 자신의 표정과 동작이 별로 좋지 않았다고 생각해서 이길 수 있을지 걱정했다.
투표 결과 최윤정이 승리해서 김선유는 데뷔조 배지를 최윤정에게 내주고 탈락 후보가 되었다. 탈락 후보 자리에 앉자 옆에 있던 이태림이 잘했다며 위로해 주었다. 하지만 아쉬움이 컸던 김선유는 인터뷰에서 "온몸이 답답하고 숨이 안 쉬어질 것 같고 멘붕이고, 저기(데뷔조 자리)만 바라보면 너무 부럽고 그랬어요"라고 말했다. 하지만 온라인 투표 순위가 낮지 않았기 때문에 파이널에 진출할 수 있을 거라고 생각했다. 당시 김선유의 투표 순위는 21명 중 6위였다.
두 번째 데뷔조가 확정된 후 파이널 진출자를 발표할 때 김리원 다음으로 호명되었다. 무대 중앙으로 올라온 뒤에 "도전조로 내려오게 됐지만 아직 파이널이 남았으니까 데뷔를 꼭 하도록 하겠습니다"라고 각오를 밝혔다.
| 경연곡 : (여자)아이들 〈LION〉 | 경연곡 : (여자)아이들 〈LION〉 | 경연곡 : (여자)아이들 〈LION〉 |
| 김선유·최윤정 무대 풀버전 영상 | 김선유·최윤정 무대 풀버전 영상 | 김선유·최윤정 무대 풀버전 영상 |
| ------------------------------ | ------------------------------ | ------------------------------ |
| 데뷔조                         | 현장투표 점수                  | 도전조                         |
| 김선유                         | 186 : 193                      | 최윤정                         |

| 두번째 데뷔조 명단 |        |        |        |        |        |        |
| 박보은             | 미나미 | 최윤정 | 김유연 | 명형서 | 윤채원 | 홍혜주 |

특별활동
특별활동 MC 이특이 어떤 음식을 좋아하냐고 묻자 마라탕을 좋아한다고 대답했다. 이특이 마라탕 CF를 찍을 때 행복해하는 모습으로 "마라마라마라맛!"이라고 외쳐 달라고 했으나 쑥스러워서 연기하지 못했다.
2교시 심화과정 ‘1초 듣고 맞히기’에서 (여자)아이들의 〈덤디덤디〉를 맞췄다. 홍혜주, 원지민과 같이 노래에 맞춰 춤추고 들어오자 이특이 아까 마라탕 광고 찍을 때와는 달리 잘한다고 했고, 오마이걸 승희는 "선유의 재발견"이라고 했다.
'고요 속의 외침' 게임에서 홍혜주가 말한 동태찌개를 '동해식혜'로, 콩쥐팥쥐를 '02-7892'로 잘못 알아듣고 오지은에게 계속 엉뚱한 말을 전달했다.
겨울캠프(온라인 팬미팅)
2022년 동계 올림픽으로 11회·12회 방송이 연기되어 대신 편성된 온라인 팬미팅에 출연했다. 2월 6일 방영한 첫 번째 온라인 팬미팅에서 진행을 맡은 권은비가 집중력에 자신있는 사람은 나와보라고 하자 김하리, 김현희와 함께 나갔다. 권은비가 최근에 집중력이 좋았다고 느꼈던 때가 있는지 묻자 "안무 연습을 하다 보면 몇 시간이 지났는데 '언제 이렇게 빨리 끝났지?'라고 생각할 때가 있다"고 말했다.
권은비가 《옷소매 붉은 끝동》의 한 장면을 연기하고 싶은 사람은 손을 들라고 하자, 다른 학생들이 김선유에게 해보라고 권해서 앞으로 나가 연기를 했다.
또다른 중요한 룰이 있다는 윤균상의 말을 들을 때 어떤 느낌이 드느냐는 시청자 질문에 김선유는 "룰이 엄청 민감한 거면 윤균상 MC님이 밉기도 하고, 또 어떻게 해서 살아남아야 하나 하는 생각이 들어서 너무 막막한 것 같아요"라고 했다. 권은비가 합숙할 때 힘든 점을 묻자 긴 연습시간과 식단 조절이라고 했다. 어떤 시청자는 질문을 하면서 김선유가 〈맛〉 무대에서 보여준 기타줄 퍼포먼스가 멋있었다고 하기도 했다. 2월 13일 두 번째 온라인 팬미팅에서는 '삐약' 팀 멤버가 되어 문제를 맞추었다. 온라인 팬미팅 종료 직후에 네이버 바이브 보이스 팬미팅으로 팬들과 소통했다.
졸업여행
파이널 2라운드 신곡 〈LIONS〉와 〈SONIC BOOM〉이 공개되자 김선유는 무조건 〈SONIC BOOM〉이라고 했다. 그러나 선택권을 가지고 있는 데뷔조가 〈SONIC BOOM〉을 선택했기 때문에 도전조 학생들과 〈LIONS〉를 연습했다.
파이널 생방송
박보은과 함께 롤링 페이퍼를 만들어 아이키에게 전했고, 성민채, 윤승주, 김수빈, 최수빈, 정시우, 보미세라와 함께 스승의 날 노래를 불렀다. 아이키가 《방과후 설렘》에서 함께한 시간이 어땠냐고 묻자 김선유는 행복했다고 대답했다.
파이널 생방송 전날인 2월 26일 《쇼! 음악중심》 756회에 파이널 진출 참가자들과 함께 출연해 도전조 멤버들과 〈LIONS〉 1절 부분을 공연했다. 사전 온라인 투표 순위를 공개할 때 도전조 멤버 중에서 1위를 차지했다. 데뷔조 멤버를 포함한 전체 순위 공개에서도 94849.9점으로 1위였다. 윤균상이 전체 1위를 유지할 자신이 있냐고 묻자 김선유는 유지할 자신이 있다고 대답했다. 파이널 2라운드가 끝난 뒤에 도전조가 승리해 베네핏 5만 점을 획득했다.
| 무대 영상 : 〈DREAMING〉 · 〈SONIC BOOM〉          | 무대 영상 : 〈DREAMING〉 · 〈SONIC BOOM〉          | 무대 영상 : 〈DREAMING〉 · 〈SONIC BOOM〉          | 무대 영상 : 〈DREAMING〉 · 〈SONIC BOOM〉          | 무대 영상 : 〈DREAMING〉 · 〈SONIC BOOM〉          | 무대 영상 : 〈DREAMING〉 · 〈SONIC BOOM〉          | 무대 영상 : 〈DREAMING〉 · 〈SONIC BOOM〉          |               | 무대 영상 : 〈SUN〉 · 〈LIONS〉          | 무대 영상 : 〈SUN〉 · 〈LIONS〉          | 무대 영상 : 〈SUN〉 · 〈LIONS〉          | 무대 영상 : 〈SUN〉 · 〈LIONS〉          | 무대 영상 : 〈SUN〉 · 〈LIONS〉          | 무대 영상 : 〈SUN〉 · 〈LIONS〉          | 무대 영상 : 〈SUN〉 · 〈LIONS〉          |
| -------------------------------------------------- | -------------------------------------------------- | -------------------------------------------------- | -------------------------------------------------- | -------------------------------------------------- | -------------------------------------------------- | -------------------------------------------------- | ------------- | ---------------------------------------- | ---------------------------------------- | ---------------------------------------- | ---------------------------------------- | ---------------------------------------- | ---------------------------------------- | ---------------------------------------- |
| 데뷔조 1라운드 〈DREAMING〉 2라운드 〈SONIC BOOM〉 | 데뷔조 1라운드 〈DREAMING〉 2라운드 〈SONIC BOOM〉 | 데뷔조 1라운드 〈DREAMING〉 2라운드 〈SONIC BOOM〉 | 데뷔조 1라운드 〈DREAMING〉 2라운드 〈SONIC BOOM〉 | 데뷔조 1라운드 〈DREAMING〉 2라운드 〈SONIC BOOM〉 | 데뷔조 1라운드 〈DREAMING〉 2라운드 〈SONIC BOOM〉 | 데뷔조 1라운드 〈DREAMING〉 2라운드 〈SONIC BOOM〉 | 심사위원 점수 | 도전조 1라운드 〈SUN〉 2라운드 〈LIONS〉 | 도전조 1라운드 〈SUN〉 2라운드 〈LIONS〉 | 도전조 1라운드 〈SUN〉 2라운드 〈LIONS〉 | 도전조 1라운드 〈SUN〉 2라운드 〈LIONS〉 | 도전조 1라운드 〈SUN〉 2라운드 〈LIONS〉 | 도전조 1라운드 〈SUN〉 2라운드 〈LIONS〉 | 도전조 1라운드 〈SUN〉 2라운드 〈LIONS〉 |
| 박보은                                             | 미나미                                             | 최윤정                                             | 김유연                                             | 명형서                                             | 윤채원                                             | 홍혜주                                             | 360 : 479     | 김선유                                   | 이영채                                   | 김리원                                   | 원지민                                   | 김윤서                                   | 김현희                                   | 이미희                                   |

- 심사위원 1명이 개별 라운드 무대에 최고 100점까지 줄 수 있다.
- 옥주현은 생방송에 출연하지 못했기 때문에 아이키, 권유리, 전소연만 심사했다.
- 전소연은 도전조 1라운드곡 〈SUN〉의 작사·작곡에 참여했기에 공정성을 위해 2라운드만 평가했다. 그러므로 전체 만점은 500점이 된다.

최종 순위 발표식에서 첫번째 1위 후보로 호명되었다. 1위 후보가 된 소감을 말할 때 "처음 시작할 때는 이 자리까지 올 수 있을 거라고 생각도 생각도 하지 못했고, '반만 가자'라는 마음이었다"고 하고 팬들과 파이널 진출자들, 그리고 부모님에게 감사하다고 했다. 원지민이 최종 1위로 확정되면서 김선유는 2위로 데뷔했고, 최종 점수는 241,778.9점이었다.
저에게 2등이라는 큰 등수를 가지게 해주셔서 정말정말 감사하고
앞으로도 실망시켜드리지 않게 더욱더 열심히 해서 좋은 모습 많이 보여드리겠습니다.— 데뷔 확정 후 소감

《방과후 설렘》 종료 직후에 시작한 보이스 팬미팅에서 이렇게 빨리 데뷔를 할 수 있을 줄 몰랐고 이게 다 저를 응원해주신 여러분들 덕분이라며 고마워했다. 《방과후 설렘》에 출연하면서 합을 맞춰 처음 연습했는데 너무 좋고 큰 경험이라고 했고, 어린 티 안 내고 최대한 성장해서 저를 안 좋아하는 분들도 좋아할 수 있게 열심히 노력하겠다고 말했다.
| 최종 데뷔조 명단 |        |        |        |        |        |        |
| 1위              | 2위    | 3위    | 4위    | 5위    | 6위    | 7위    |
| 원지민           | 김선유 | 명형서 | 홍혜주 | 김리원 | 박보은 | 윤채원 |

### 클라씨(2022~)
클라씨에서 메인래퍼가 되자 본래 포지션이 댄스와 보컬이었던 선유는 잘 할 수 있을지 걱정했지만, 랩을 열심히 해서 멋있어 보여야겠다고 생각했다. 3월 6일 온라인 팬미팅에서 골든차일드 이장준이 '나를 꿈꾸게 했던 노래'를 묻자 아이유의 〈Love poem〉이라고 하고 노래를 한 소절 불렀다. 3월 19일 TV 도쿄와의 인터뷰에서 롤모델은 블랙핑크고 클라씨가 독특한 실력파 퍼포먼스 그룹이 되길 바란다고 했다. 5월 5일 클라씨로 데뷔하면서 최연소 아이돌 데뷔 기록을 세웠으나, 6월 20일에 2008년 11월에 태어난 라필루스 멤버 하은이 데뷔하면서 최연소 데뷔 기록을 내주게 되었다. 5월 12일 《정오의 희망곡 김신영입니다》에 출연했을 때 선유에게 피겨를 지도해 주었던 선생님에게 응원 문자가 왔다. 김신영이 팬들에게 인사해 달라고 하자 “힘들 때마다 응원해주시는게 도움이 많이 됐고, 끝까지 함께 가고 싶습니다”라고 했다. 5월 26일 발매된 클라씨의 미니 1집 Z 《LIVES ACROSS》 대표곡 〈CLASSY〉 안무 시안에는 피겨 점프 동작이 없었으나, 초반부에 피겨 점프 동작을 추가했다. 이 동작은 《방과후 설렘》 1학기 중간고사 무대에서도 보여준 적이 있다.
6월 4일 박보은, 조유리와 함께 촬영한 〈CLASSY〉와 〈러브 쉿!〉 챌린지 영상이 공개되었다. 조유리는 자신의 유튜브 채널에 올린 영상에서 선유와 보은에 대해 "무대에서의 아우라가 엄청나서 그렇게까지 어린지 몰랐다"며 부러웠다고 말했다. 8월 2일과 8월 9일 방영된 JTBC 《뉴페스타》에 출연했을 때 지코가 무대에서 자유자재로 즐기며 콘서트처럼 분위기를 장악하는 모습을 보고 자신도 저런 사람이 되고 싶다고 생각했다. 8월 10일을 끝으로 종영한 클라씨의 웹예능 《클라씨 연구소》에서 수석 연구원에 3번 선정되어 가장 많이 1등한 멤버가 되었다.

#### 《두 번째 세계》 참가
8월 1일 걸 그룹 메인래퍼들의 보컬 대결 프로그램인 JTBC 《두 번째 세계》에 선유 출연 소식이 보도되었다. 이로써 선유는 생애 3번째 오디션 프로그램에 참가하게 되었다. 8월 8일 JTBC는 선유와 함께 출연할 유빈, 마마무 문별, 오마이걸 미미, 우주소녀 엑시, 모모랜드 주이, 신지민, 빌리 문수아를 모두 공개했다.
8월 12일 선유가 부른 에일리의 〈Higher〉 티저 영상이 공개됐다. 8월 26일 티저에서 선유를 상징하는 타로 카드 별(The Star)을 공개했다. 8월 30일 제작발표회에서 송민교 아나운서가 선유에게 각오를 묻자 "많이 늘고 배우는 것도 많은데요. 선배님들 잘하시는데 저도 지지 않는다는 것을 보여드리겠습니다"라고 각오를 밝혔다. 1라운드와 3라운드에서 문수아와 엑시를 이겼으나, 2라운드와 4라운드에서 문별&엑시 팀과 미미에게 0:5로 져서 파이널에 진출하지 못하고 6위로 마무리했다.
본업 모먼트
녹화 당시 참가자들은 서로 누군지 모른 채 개별 대기실에 있었다. 2번째로 나온 유빈이 데뷔 16년차라고 자신을 소개하자, 15살인 선유는 많이 놀랐다. 4번째로 나온 미미가 무대에서 관객들과 즐기는 모습을 인상적으로 보았다.
5번째 무대에서 김선유의 자기소개 영상이 나오자 주이는 귀여워하고 유빈과 미미는 김선유의 나이에 놀랐다. 김선유는 첫번째 서바이벌(《캡틴》)은 아예 안 나와서 그냥 없다고 쳐도 된다고 했다. 그리고 자신이 가장 어리고 경력도 짧아 다들 만만하게 여기겠지만, 《두 번째 세계》를 통해 '잘하는 친구였구나!'라는 말을 꼭 듣고 싶다고 말했다.
클라씨의 〈CLASSY〉를 편곡한 〈FIFTEEN〉 무대를 보여주었다. '여긴 내 세상이고 난 사실 불량하다'고 생각하면서 '저기 가면 나 이제 무대 한다!'는 마음으로 즐겼다. 자신의 앞길은 나만이 만들고 정글의 왕이 되겠다는 뜻을 랩으로 표현했다. 옆돌기를 한 손으로 하자 대기실에 있던 다른 참가자들이 모두 감탄했다. 미미가 대단하다고 하자 문수아도 동의했다. 제작진이 자신의 무대를 점수로 매겨보라고 하자 김선유는 97점이라고 대답했다.
MC 폴킴이 김선유가 무대로 들어올 때는 불량 학생 같았는데, 무대가 끝나니까 카리스마가 우주 밖으로 사라진 것 같다고 했다. 유빈은 김선유가 15살이라는 폴킴의 말을 듣고 "나는 중2 때 뭐했지? 잠만 잤던 것 같은데"라고 했다. 주이는 앞머리만 빗었던 것 같다고 했다.
폴킴이 〈FIFTEEN〉 무대 칠판에 '떠든 사람 폴킴'이라고 적은걸 두고 평소에 폴킴이 많이 떠든다고 생각하냐고 물었다. 김선유가 침착하게 웃으면서 대처하자 문수아는 귀엽다고 하고, 주이는 "어떻게 저렇게 침착하지? 나는 진짜 벌벌 떨었는데"라며 감탄했다.
대기실에 들어와서 자신을 맞아 주는 선배들을 봤을 때 '사자 우리에 같힌 쥐' 느낌이었다고 인터뷰에서 말했다.
모든 무대가 끝난 후에 폴킴이 대기실로 와서 출연 전에 다른 참가자가 누군지 모른 채로 티저 음악을 감상하고 했던 말을 영상으로 함께 보자고 했다. 공개된 영상에서 김선유는 이렇게 말했다.
| - 문수아 : 매지션님, 정말 제 스타일이십니다. 한 번에 반했어요. 정말 짱이십니다! - 문별 : 딱 한 분이 생각나기는 하는데, 혹시 마마무 문별 선배님? - 미미 : 왠지 모르게 자전거를 타면서 맑은 풍경을 보는 듯한 노래면서 잘 표현해 주신 것 같아요. - 주이 : 저는 The Sun님께서 아주 높은 곳까지 올라갈 것 같습니다. - 유빈 : 되게 발음이 좋으신 것 같아요. '생선을 회 쳐서 먹어요' (부분이) 팍 들어왔고… (데뷔) 2~3년차 되지 않았을까요? 임팩트가 조금… 물론 너무 잘 부르셨지만 뭔가 딱 기억에 남는 부분은 없었던 것 같은데…. |

김선유가 옛날부터 마마무의 팬이었던 사실이 드러나서 문별이 김선유에게 다가와서 안아주고 갔다. 유빈이 김선유 바로 옆에 앉아 있었기에 김선유는 무안해서 어쩔 줄 몰랐다. 미미가 "숨겨줄게!"라며 김선유를 감쌌고, 폴킴은 자리 좀 바꿔달라고 했다.
다른 참가자들은 김선유가 부른 에일리의 〈Higher〉를 듣고 이렇게 말했다.
| - 문수아 : 애기 같은데? 자기 버릇이 없는 느낌? 그래서 정말 깨끗하게 부르는 느낌이 있고…. 와, 너무 좋은데요? - 유빈 : 외국인 멤버인가? 외국인 멤버들이 하는 발음 톤이 나와서. 다른 장르를 불렀을 때 어떻게 부를지가 좀 궁금해지는 것 같아요. - 문별 : 목소리가 진짜 얇은데요? 이 노래가 본인에겐 어울리지 않는 것 같아요. - 엑시 : (놀라면서) 고음을 이렇게…. - 신지민 : 힘 분배를 아직 잘 못하시는 거 같은 느낌? - 미미 : 아예 목소리 톤이 (저랑) 달라서 붙으면 제가 이길 수 있는 승산이 있지 않을까. |

김선유는 제작진과 인터뷰할 때 선배님들도 신인이셨을 때가 있었다며 나중에 자신이 어마무시해질 거라고 했다.
1라운드 - 1대1 타이틀 매치
엑시 무대를 보고 아름답고 모든 사람을 다 홀린 무대였다고 했다. 유빈 무대를 보고는 살면서 이런 매혹을 처음 느껴본다고 했다.
1라운드 대결은 김선유를 지목한 문수아와 하게 되었다. 문수아는 김선유가 "어린 나이에 잘 어울리는 하이틴다운 발랄한 걸 하실 것 같은데 다른 느낌으로 자신과 좋은 경쟁이 될 것 같다"고 인터뷰에서 말했다. 김선유는 《방과후 설렘》 때문에 이런 타격이 많이 사라졌다고 했다. 인터뷰에서는 가장 나이 어리고 경험이 없기 때문에 가장 만만할 거라면서, 무대를 갈기갈기 찢겠다고 했다.
김선유가 《두 번째 세계》 참가자들을 알려주자 클라씨 숙소에서 같은 방을 쓰는 김리원, 원지민, 박보은이 부러워했다. 김선유와 박보은은 문수아 팬이라고 했다. 클라씨 멤버들이 떡볶이를 같이 먹을 때 김리원이 몇 등을 예상하냐고 묻자, 김선유는 "목표는 1등 아닌 사람이 없지"라고 했다. 홍혜주가 아직 선곡은 안 한거냐고 묻자 들어본 건 많다고 했다. 자막으로 김선유가 들은 22곡이 나왔다. 그 중에서 윤하의 〈WINTER FLOWER(雪中梅)〉를 선택했다.
박보은에게 "음악감독이 감정이 많이 없는 것 같다"고 했다며 생각만큼 감정이 나오지 않는다고 고민을 이야기하자, "슬픈 것도 좋지만 좀 더 여유로운 모습을 보여주고, 편곡에 맞춰 감정을 바꾸는 것도 좋다"는 조언을 들었다. 슬픈 생각을 떠올리기 위해 박보은과 여러 가지 상황을 떠올리고 자신의 표정을 계속 사진으로 찍었다.
1라운드 대결을 앞두고 긴장을 많이 한 다른 참가자들과 달리 김선유는 대기실에서 졸다가 무대로 나왔다. 문수아와 김선유가 입장하자 정엽이 "스물넷과 열다섯이래"라고 했다. 서은광은 김선유의 나이를 듣고 놀랐다. 폴킴이 엄청 떨릴 것 같다고 하자 "저는 제 무대만 후회 없이 최선을 다하면 된다고 생각해서 떨 필요는 없다고 생각합니다"라고 했다. 문수아는 박수를 쳤고, 김범수는 "이게 부러운 거야"라고 했다.
폴킴이 심사위원 중에 아는 분을 묻자 정은지, 서은광, 김민석이고 김범수도 이름은 많이 들었다고 했다. 김범수가 "풍문으로 들었구나"라고 하자, 김선유는 문수아에게 김범수가 〈풍문으로 들었소〉 노래를 불렀냐고 물어서 웃음바다가 되었다. 정엽은 저를 모르냐고 묻다가 〈Nothing Better〉을 불렀다. 김선유가 들어봤다고 하자 비로소 웃으면서 됐다고 했다.
김범수와 서은광은 김선유의 선곡을 보고 되게 어려운 노래한다고 했다. 문수아처럼 발라드를 택한 것을 보고 유빈이 문수아랑 많이 다르지는 않겠다고 하자, 미미는 그래서 더 막상막하일 것 같다고 말했다. 김선유는 선곡 이유를 "고난과 역경에 아파하는 느낌인데 나중에는 꽃을 피우는 희망적인 말을 담고 있어서, 저도 '결국에는 꽃을 피운다'라는 의미를 담고 싶어서 선곡했습니다"라고 밝혔다.
노래가 끝난 후 심사위원들이 모두 박수를 쳤고 엑시는 소름 돋았다고 했다. 미미는 인터뷰에서 김선유를 두고 "저 친구는 보통 아이가 아니야. 뭘 해도 해낼 아이다"라고 했다. 문수아는 김선유 노래에 대해 소름이 끼쳤다며 진짜 잘한다고 감탄했다. 서은광이 자기 열다섯 살 때보다 김선유가 훨씬 잘하는 것 같다고 하자, 폴킴은 엄청난 칭찬이라고 했다. 정엽은 "보컬로서의 사계절이 더 기대가 되는 그런 무대"였다고 했으며, 김범수는 김선유와 문수아를 두고 젊음에서 나오는 힘이 부럽다고 말했다. 대기실에 있던 유빈과 미미도 동의했다.
김범수는 김선유에 대해 "춤출 때 굉장히 박자를 잘 지켰지만, 노래할 때 조금 급한 듯이 흘러가는 부분들이 걸렸다“면서 랩하거나 춤출 때 박자를 맞추는 감각으로 연습하면 좋겠다는 생각이 들었다고 말했다. 김선유는 김범수의 심사평에 대해 진심어린 피드백으로 많이 깨달았다고 인터뷰했다.
대기실에 있던 유빈은 김선유를, 주이는 문수아를 선택했다. 심사위원들은 이 대결 심사가 어렵다고 했다. 김범수와 정은지는 김선유를, 서은광과 김민석은 문수아를 선택했다. 마지막으로 공개된 정엽의 선택이 김선유였기에 1라운드 승리가 확정되었다. 폴킴이 소감을 묻자 김선유는 "제가 데뷔를 하고 언니들과 친구 없이 처음으로 혼자서 하는 첫 무댄데 좋은 결과를 받을 수 있어서 너무너무 행복하고 감사합니다"라고 말했다. 대기실에 오자 미미가 김선유에게 너무 잘했다고 칭찬했다.
| 문수아 무대 영상 : 〈전하지 못한 진심〉      | 문수아 무대 영상 : 〈전하지 못한 진심〉      | 문수아 무대 영상 : 〈전하지 못한 진심〉      | 문수아 무대 영상 : 〈전하지 못한 진심〉      | 문수아 무대 영상 : 〈전하지 못한 진심〉      |
| 김선유 무대 영상 : 〈WINTER FLOWER(雪中梅)〉 | 김선유 무대 영상 : 〈WINTER FLOWER(雪中梅)〉 | 김선유 무대 영상 : 〈WINTER FLOWER(雪中梅)〉 | 김선유 무대 영상 : 〈WINTER FLOWER(雪中梅)〉 | 김선유 무대 영상 : 〈WINTER FLOWER(雪中梅)〉 |
| -------------------------------------------- | -------------------------------------------- | -------------------------------------------- | -------------------------------------------- | -------------------------------------------- |
| 정엽                                         | 서은광                                       | 김범수                                       | 정은지                                       | 김민석                                       |
| 김선유                                       | 문수아                                       | 김선유                                       | 김선유                                       | 문수아                                       |

문별 무대를 보고는 멋있었다며 "나중에 저렇게 무대를 진심으로 여유 있게 즐기는 사람이 되고 싶다"고 인터뷰했다.
1라운드 결과 김선유는 592점을 받아 종합 3위가 되었다. 보이스 리더(심사위원) 점수는 300점으로 공동 3위, 글로벌 히어러(사전투표) 점수는 92점으로 4위였다. 3위가 된 소감으로 자신에게 투표한 글로벌 팬들에게 감사하다고 인사했다.
| 순위 | 참가자 | 심사위원 점수 | 승점 포인트 | 사전투표 점수 | 최종 점수 |
| ---- | ------ | ------------- | ----------- | ------------- | --------- |
| 1    | 문별   | 500           | 200         | 300           | 1000      |
| 2    | 미미   | 400           | 200         | 97            | 697       |
| 3    | 김선유 | 300           | 200         | 92            | 592       |
| 4    | 신지민 | 300           | 200         | 58            | 558       |
| 5    | 엑시   | 100           | 0           | 229           | 329       |
| 6    | 유빈   | 200           | 0           | 112           | 312       |
| 7    | 문수아 | 200           | 0           | 88            | 288       |
| 8    | 주이   | 0             | 0           | 59            | 59        |

2라운드 - 유닛 매치
서은광이 참가자들에게 2명씩 짝을 지으라고 하자 문수아와 주이가 미미의 팔을 하나씩 잡고 서로 자신을 선택해 달라고 매달렸다. 혼자 어떻게 할지 모르던 김선유도 나중에 미미 팔을 잡았다.
난감해하던 미미가 셋에게 어떤 무대를 하고 싶냐고 묻자 문수아는 도전적이고 재미있는 무대라고 했고, 주이는 미미가 처음부터 원픽이었다고 했다. 김선유는 다 잘할 자신있다고 했다. 미미는 한 명씩 돌아보고는 김선유의 손을 잡고 타로 카드가 있는 곳으로 뛰어갔다. 이렇게 두 사람이 2라운드 미션을 함께하게 되었다.
미미는 인터뷰에서 문수아·주이와 함께하면 어떤 무대가 될지 그려지는데, 그러면 자신도 모르는 또 다른 나를 끄집어내겠다는 취지와 맞지 않아서 예측이 되지 않는 김선유를 선택했다고 했다.
서은광이 유닛 매치 미션을 공개하고 문별&엑시 팀에게 선택권을 주자, 문별은 선택한 팀이 저희보다 케미가 덜 보일 것 같은 팀이라고 했다. 미미는 문별과 엑시가 분명히 자기들을 고를 거라고 생각하고 김선유에게 계속 우리에게 오겠다고 말했다. 미미의 예상대로 미미&김선유 팀과 문별&엑시 팀의 대결이 성사되었다.
대기실에서 미미가 김선유에게 감정이 어떠냐고 물어보자 김선유는 "너무 행복했어요"라고 했다. 미미는 김선유에게 문별&엑시 팀이 우리를 약자로 생각하는 것 같다며 우리의 매력을 최대한 뽑아내 합을 잘 이룰 수 있는 무대를 만들어야 된다고 했다. 김선유에게 해보고 싶은 컨셉이나 보여주고 싶은 모습이 있냐고 물었다. 김선유가 대답하지 못하자 미미는 질리는 컨셉이 뭐냐고 물었다. 김선유는 학교 컨셉과 하늘하늘한 무대라고 했다. 미미는 쉽지 않은 과정이 될 것 같다고 했다.
미미는 김선유와 더 친해지기 위해 한강에서 만나 라면을 같이 먹었다. 김선유는 《방과후 설렘》 탈락했으면 먹방 찍으려 했다고 미미에게 말했다. 선곡에 대해 의논할 때 김선유는 이하이의 〈구원자〉가 비트가 있으면서 이야기를 다룬 노래라고 했다. 자신들의 이야기를 〈구원자〉 무대를 통해 들려주고 싶다는 생각을 갖고 있었다. 미미도 바로 찬성해 2라운드 곡이 결정되었다. 미미가 김선유에게 담고 싶은 이야기가 있냐고 묻자, 김선유는 사람들이 자신을 어리다면서 바꾸려 하는게 자신을 잃어가는 느낌이라고 했다.
미미는 김선유를 예뻐해 주고 도와주는 사람을 아직 못 만났을 뿐이지, 주변에 정말 좋고 고마운 사람들이 많다면서 많이 경험하고 다양한 사람을 만나면서 느낄 거라고 위로했다. 그리고는 세트와 소품을 사용하지 말고 우리 노래와 이야기로 무대를 채우자고 했다. 랩 파트를 나눠서 각자 이야기를 담자고 하자 김선유도 찬성했다. 미미는 인터뷰에서 "나도 너와 같은 사람이야. 나도 너와 같은 걸 겪었어. 너무 외로워하지마"라고 알려주고 싶었다며 이번 무대가 두 사람에게 큰 성장을 하게 해줄 것 같다고 했다.
미미와 김선유가 무대로 들어오자 정엽과 김범수는 팀 조합을 보고 예상외라고 했다. 폴킴이 팀 이름에 대해 소개해 달라고 하자 김선유가 "미미언니의 미와 선유의 유를 따서 미유(Meow)라고 지었습니다"라고 했다. 미미는 둘 다 고양이를 좋아한다고 했다. 김범수가 관전포인트를 묻자 김선유는 "저희의 진심과 이야기를 담은 무대를 준비해 보았습니다"라고 대답했다.
〈구원자〉 무대 초반부를 본 문수아가 춤동작을 보고 예쁘다고 했다. 무대가 끝나고는 가사를 표현하려는 퍼포먼스가 너무 잘 보였다며 개인적으로는 자기 취향이었다고 했다. 신지민은 "시간도 없는데 어떻게 저렇게 했지?"라고 했다. 주이는 둘의 케미가 잘 보였다고 했고, 유빈은 둘이 다른 캐릭터인데 융합이 잘 됐다며 현대무용을 하면서 노래를 부르는 것 자체가 말이 안 된다고 했다.
김범수는 어려운 춤을 추면서 노래했다는게 너무 신기하다고 하면서도 노래 비중이 조금 적어서 아쉽고 승부보는 파트가 하나 있었으면 했다고 말했다. 서은광과 김민석도 김범수 말에 동의했다.
문별&엑시의 SQS팀 무대까지 끝난 뒤에 폴킴이 두 팀의 무대가 어땠는지 심사위원들에게 물었다. 김범수는 미유 팀이 이렇게 퍼포먼스하면서 어떻게 노래를 잘 할 수 있는지 신기했고, SQS 팀은 노래, 댄스, 랩 밸런스가 너무 좋았다며 프로그램 취지에 잘 맞았다고 했다. 정엽은 SQS 팀 무대를 보고 닭살이 돋았고, 스토리라인 구성도 영리하게 했으며 듀엣을 넘어 쌍둥이 같은 느낌이었다고 했다.
폴킴이 김민석에게 미유 팀 무대를 보면서 멍하게 있었던 이유를 묻자, 김민석은 굉장히 우아한데 격해서 감탄하며 봤다고 했다. 그러면서도 뒷부분에 미미와 선유의 음색 조화가 없던 것을 아쉬워했다. 정은지는 데칼코마니 무대로서는 정말 감명 깊게 봤던 좋은 무대였지만, 관객으로 봤을 때는 보컬을 듣기에도 안무를 보기에도 시간이 부족해 전체적으로 아름다웠지만 전략이 아쉬웠다고 했다.
서은광은 1라운드에서 김선유와 미미 노래를 듣고 미유 팀에 대한 기대가 제일 컸다면서 자신의 기대와는 다른 무대를 연출했다고 했다. 다음 무대에는 보컬에 치중한 무대를 하는 것도 좋을 것 같다며 충분히 잘하고 기대가 정말 많이 된다고 말했다. 정은지는 1라운드 후에 기대를 많이 해서 더욱 그런 것 같다고 했다.
신지민은 승자를 고르기 어렵겠다고 예상했고 문별은 3:2로 이길 거라고 예상했다. 그러나 심사위원 다섯 명은 모두 문별&엑시의 SQS 팀을 선택했다.
| 미미&김선유 무대 영상 : 〈구원자〉            | 미미&김선유 무대 영상 : 〈구원자〉            | 미미&김선유 무대 영상 : 〈구원자〉            | 미미&김선유 무대 영상 : 〈구원자〉            | 미미&김선유 무대 영상 : 〈구원자〉            |
| 문별&엑시 무대 영상 : 〈에너제틱(Energetic)〉 | 문별&엑시 무대 영상 : 〈에너제틱(Energetic)〉 | 문별&엑시 무대 영상 : 〈에너제틱(Energetic)〉 | 문별&엑시 무대 영상 : 〈에너제틱(Energetic)〉 | 문별&엑시 무대 영상 : 〈에너제틱(Energetic)〉 |
| --------------------------------------------- | --------------------------------------------- | --------------------------------------------- | --------------------------------------------- | --------------------------------------------- |
| 정엽                                          | 서은광                                        | 김범수                                        | 정은지                                        | 김민석                                        |
| 문별&엑시                                     |                                               |                                               |                                               |                                               |

대기실로 들어오면서 김선유는 미미에게 많이 고생했고 많이 배웠다고 했다. 미미는 오늘이 다 우리에게 피와 살이 될 거라고 했다. 인터뷰에서 김선유는 후회만 없으면 상관없고, 전략을 잘 때서 잠재력을 터트리고 싶은 마음이 있다고 했다. 미미는 쉽지 않은 무대여서 더 해보고 싶었고, 도전하면서 경험을 쌓는 것에 의미를 뒀기 때문에 후회 없는 무대를 만들었다고 했다. 8월 29일 실시한 사전투표 점수를 합한 결과 2라운드 3위가 되었다. 누적 점수 순위는 1라운드보다 하락해서 미미 5위, 김선유 6위가 되었다.
| 순위 | 팀 이름  | 멤버        | 심사위원 점수 | 사전투표 점수 | 최종 점수 |
| ---- | -------- | ----------- | ------------- | ------------- | --------- |
| 1    | SQS      | 문별&엑시   | 500           | 500           | 1000      |
| 2    | WHO X    | 주이&문수아 | 500           | 316           | 816       |
| 3    | Meow     | 미미&김선유 | 0             | 151           | 151       |
| 4    | 스물일곱 | 유빈&신지민 | 0             | 120           | 120       |

  2라운드 승리팀
| 순위 | 참가자 | 순위변동 | 1라운드 점수 | 2라운드 점수 | 최종 점수 |
| ---- | ------ | -------- | ------------ | ------------ | --------- |
| 1    | 문별   | -        | 1000         | 1000         | 2000      |
| 2    | 엑시   | 3▲       | 329          | 1000         | 1329      |
| 3    | 문수아 | 4▲       | 288          | 816          | 1104      |
| 4    | 주이   | 4▲       | 59           | 816          | 875       |
| 5    | 미미   | 3▼       | 697          | 151          | 848       |
| 6    | 김선유 | 3▼       | 592          | 151          | 743       |
| 7    | 신지민 | 3▼       | 558          | 120          | 678       |
| 8    | 유빈   | 2▼       | 312          | 120          | 432       |

  2라운드 승자
3라운드 - 프로듀서 매치
3라운드의 첫번째 신곡 〈XTRAORDINARY〉의 가이드 버전을 들은 뒤에 폴킴이 김선유에게 이 노래를 선택할 거냐고 물었다. 김선유는 "아직 모르는 거죠"라며 라며 한 곡밖에 안 들었다고 했다. 
신곡을 선택할 때 엑시가 먼저 선택한 〈부리나케〉를 골랐다. 인터뷰에서 문별과 붙고 싶지 않았고, 〈부리나케〉가 즐길 수 있는 곡인 것 같아서 골랐다고 했다. 엑시는 김선유의 선택이 의외였다고 했다.
박보은에게 대결 상대가 엑시라고 하자, 박보은은 엑시가 표정을 다양하게 쓴다며 김선유도 그런 필살기가 있어야 한다고 했다. 김선유는 신나는 분위기의 무대를 만들어야겠다고 생각했다.
〈부리나케〉를 작곡한 백호가 레트로 컨셉 편곡을 제안했으나 김선유는 신나는 노래를 하고 싶다고 했다. 둘의 대화가 어긋나서 백호는 난감해하고, 김선유는 "15년 살면서 그렇게 어색한 느낌 처음 받아봤다"고 인터뷰했다.
〈부리나케 (NEWTRO ver.)〉를 녹음할 때 백호가 요청할 때마다 김선유가 바로 바꾸자 백호는 너무 잘한다며 바로 넘어갔다. 백호는 김선유 노래에 대해 가이드 음원으로도 낼 수 없었던 통통 튀는 느낌이 있다고 했다. 백호가 녹음을 끝내려 하자 김선유는 자청해서 더 연습했다.
연습을 너무 많이 해서 녹음하고 돌아올 때 목소리가 원래대로 나오지 않았다. 3라운드 녹화날에 일어나자 목소리가 나가 있어서 걱정을 많이 했다. 리허설 도중에 중단하고, 지금 부르면 목소리가 아예 안 나올 것 같아서 끝냈다고 했다. 대기실에서 속상한 마음에 눈물을 흘리자 제작진이 김선유를 격려해 주었다.
〈부리나케 (NEWTRO ver.)〉 무대가 끝난 뒤에 미미는 김선유가 너무 잘했다며 목소리가 안 좋으면 겁먹을 만도 한데, 힘껏 질러줘서 너무 좋았다고 했다. 문수아는 인터뷰에서 "왜 이렇게 잘할까요 선유는? 선유야, 너 너무 잘해. 진짜로"라고 했다. 엑시는 자신과 정반대 컨셉인 〈부리나케〉를 가지고 왔다고 했다. 김선유는 잘한 것 같고 후회 없는 무대를 한 것 같아서 기분이 좋았다고 했다.
김범수와 서은광은 정말 잘한다고 하고, 정은지는 멋있다고 했다. 김민석은 2라운드 무대에서는 밸런스가 무너진 부분이 있었는데, 오늘 무대는 멜로디 보컬과 춤 포인트가 머리에 남는다고 했다. 정엽은 작은 마이클 잭슨의 등장인 줄 알았다며 도입부 부분에서 전율이 왔다고 칭찬하고 멋있다고 했다.
대기실에서는 신지민가 엑시의 5:0 승리를, 주이는 엑시의 4:1 승리를 예상했다. 문별은 김선유의 4:1 승리를 예측했다. 문별 예상대로 김선유가 4:1로 승리했다.
폴킴이 이길 거라고 예상했는지 묻자, 김선유는 "지든 말든 오늘 뿌듯했다고 생각하고 있었는데, 4표를 받아서 너무 좋다"고 했다. 정엽은 김선유 말을 듣고 멘탈이 좋다고 했다. 무대에서 내려올 때 자신과 엑시의 결과가 달라서 좋지만 마냥 웃을 수만은 없다고 했다. 인터뷰에서 불안함도 있었는데 이겨서 다행이라고 하고, 4라운드도 최선을 다해서 열심히 하겠다고 했다. 3라운드에서 승리한 덕분에 4위로 올라갔다.
| 엑시 무대 영상 : 〈부리나케 (LATIN ver.)〉    | 엑시 무대 영상 : 〈부리나케 (LATIN ver.)〉    | 엑시 무대 영상 : 〈부리나케 (LATIN ver.)〉    | 엑시 무대 영상 : 〈부리나케 (LATIN ver.)〉    | 엑시 무대 영상 : 〈부리나케 (LATIN ver.)〉    |
| 김선유 무대 영상 : 〈부리나케 (NEWTRO ver.)〉 | 김선유 무대 영상 : 〈부리나케 (NEWTRO ver.)〉 | 김선유 무대 영상 : 〈부리나케 (NEWTRO ver.)〉 | 김선유 무대 영상 : 〈부리나케 (NEWTRO ver.)〉 | 김선유 무대 영상 : 〈부리나케 (NEWTRO ver.)〉 |
| --------------------------------------------- | --------------------------------------------- | --------------------------------------------- | --------------------------------------------- | --------------------------------------------- |
| 정엽                                          | 서은광                                        | 김범수                                        | 정은지                                        | 김민석                                        |
| 엑시                                          | 김선유                                        | 김선유                                        | 김선유                                        | 김선유                                        |
| 엑시 1 : 4 김선유                             |                                               |                                               |                                               |                                               |

| 순위 | 참가자 | 순위변동 | 기존 점수 | 3라운드 점수 | 누적 점수 |
| ---- | ------ | -------- | --------- | ------------ | --------- |
| 1    | 문별   | -        | 2000      | 300          | 2300      |
| 2    | 문수아 | 1▲       | 1104      | 588          | 1692      |
| 3    | 엑시   | 1▼       | 1329      | 321          | 1650      |
| 4    | 김선유 | 2▲       | 743       | 676          | 1419      |
| 5    | 신지민 | 2▲       | 678       | 566          | 1244      |
| 6    | 유빈   | 2▲       | 432       | 783          | 1215      |
| 7    | 주이   | 3▼       | 875       | 276          | 1151      |
| 8    | 미미   | 3▼       | 848       | 291          | 1139      |

  3라운드 승자
4라운드 - 데스 매치
3라운드 1~3위인 문별, 문수아, 엑시가 대결 상대를 지목한 뒤에 김선유와 미미밖에 남지 않아 자동으로 두 사람의 대결이 결정되었다.
센 느낌의 남자 아이돌 노래를 고르기 위해 음반 매장에갔다. 점원에게 어떤 노래가 좋을지 물어보기도 했다. 결국 매장에서 마주친 클라씨 팬이 추천해준 몬스타엑스의 〈DRAMARAMA〉를 선택했다. 김선유는 클리키(클라씨 팬)가 추천해 줘서 그 노래가 와닿았다고 했다.
편의점에서 7만원어치 과자를 사고 4라운드 무대가 시작되기 전에 대기실에서 다른 참가자들에게 선물로 주었다. 무대에 오른 뒤에 폴킴이 미미를 이길 자신이 있냐고 묻자 "이기려고 하는 것보다는 제 무대에 집중하려고 노력해 보겠습니다"라고 대답했다. 미미의 〈보라빛 밤〉 무대를 보고 "최대한 보여줄 수 있는 노래랑 퍼포먼스가 너무 인상 깊었고 정말 최고의 무대였다"고 했다. 그리고 자신도 멋있는 무대를 만들겠다고 했다.
〈DRAMARAMA〉 무대가 끝난뒤에 김범수 잘한다는 말밖에 안 나온다고 했다. 주이는 황금 막내라고 했고, 유빈은 인터뷰에서 선유 나이부터 의심을 해보자고 농담을 하며 재능이 많은 친구라고 했다. 엑시는 김선유가 다 잘한다며  "선유 그 자체의 에너지를 볼 수 있었던 무대여서 너무 잘 봤습니다"라고 했다. 김선유는 아쉬움 없이 뿌듯했다며 개인적인 만족도는 99점이라고 했다.
폴킴이 예상 점수를 묻자 미미와 김선유는 상대가  4:1 내지 5:0으로 이겼으면 좋겠다고 했다. 예상과 다른 반응에 폴킴은 진짜 재미없다고 했다. 
정은지는 김선유가 춤추면서 노래부르는게 굉장히 안정적이지만 무대에서 김선유를 찾기가 조금 어려웠다고 했다. 정엽은 자넷 잭슨 느낌의 카리스마있고 멋진 무대였고, 15살의 카리스마는 무엇인가 머릿속에 퀘스천 마크를 그릴 정도로 너무나 깜짝 놀란 무대였다고 했다. 그러나 판정에서는 0:5로 미미에게 졌다.
김범수는 김선유와 미미의 경연이 정말 비등비등했고 머지 않은 미래가 너무 기대된다고 했다. 폴킴은 "김선유에게 진짜 멋있었어요. 그거 잊으시면 안 돼요"라고 했다. 김선유는 인터뷰에서 《두 번째 세계》를 하는 동안 엄청 많이 늘었다고 생각하고 기간이 지날수록 많이 늘 거라고 생각하니까 꼭 잘 봐주셨으면 좋겠다고 했다. 4라운드 순위가 6위로 하락해 파이널에 진출하지 못하고 《두 번째 세계》 일정을 끝냈다. 《두 번째 세계》가 끝난 뒤에 《주간아 키링 공방》에서 미미가 김선유를 많이 도와주고 언니라고 부르게 했고, 김선유는 미미를 두고 "진짜 사랑하는 선배님이 생겼다"고 말했다. 가장 챙겨준 참가자에 대해 질문받자 문수아라고 했다.
| 미미 무대 영상 : 선미 〈보라빛 밤〉         | 미미 무대 영상 : 선미 〈보라빛 밤〉         | 미미 무대 영상 : 선미 〈보라빛 밤〉         | 미미 무대 영상 : 선미 〈보라빛 밤〉         | 미미 무대 영상 : 선미 〈보라빛 밤〉         |
| 김선유 무대 영상 : 몬스타엑스 〈DRAMARAMA〉 | 김선유 무대 영상 : 몬스타엑스 〈DRAMARAMA〉 | 김선유 무대 영상 : 몬스타엑스 〈DRAMARAMA〉 | 김선유 무대 영상 : 몬스타엑스 〈DRAMARAMA〉 | 김선유 무대 영상 : 몬스타엑스 〈DRAMARAMA〉 |
| ------------------------------------------- | ------------------------------------------- | ------------------------------------------- | ------------------------------------------- | ------------------------------------------- |
| 정엽                                        | 서은광                                      | 김범수                                      | 정은지                                      | 김민석                                      |
| 미미                                        |                                             |                                             |                                             |                                             |
| 미미 5 : 0 김선유                           |                                             |                                             |                                             |                                             |

| 순위 | 참가자 | 1라운드 1:1 타이틀 매치 | 2라운드 유닛 매치 | 3라운드 프로듀서 매치 | 4라운드 데스 매치 | 1~4라운드 점수 합계 |      | 파이널 |
| 1    | 문별   | 1000                    | 1000              | 300                   | 1000              | 3300                | 4157 |        |
| 2    | 엑시   | 329                     | 1000              | 321                   | 413               | 2063                | 2287 |        |
| 3    | 미미   | 697                     | 151               | 588                   | 794               | 1933                | 1682 |        |
| 4    | 주이   | 59                      | 816               | 276                   | 571               | 1722                | 998  |        |
| 5    | 문수아 | 288                     | 816               | 588                   | 773               | 2465                | 876  |        |
|      |        |                         |                   |                       |                   |                     |      |        |
| 6    | 김선유 | 592                     | 151               | 676                   | 66                | 1485                |      |        |
| 7    | 유빈   | 312                     | 120               | 783                   | 155               | 1370                |      |        |
| 8    | 신지민 | 558                     | 120               | 566                   | 65                | 1309                |      |        |

  라운드 승리     라운드 패배
9월 11일 방영된 2022 추석특집 아이돌스타 선수권대회에서 e스포츠 선수권대회 배틀그라운드 경기에 참가했다. 솔로 경기에서 초반에 솔로연합 하성운에게 져서 클라씨 멤버 중에서 가장 빨리 탈락했다. 듀오 경기에서는 채원과 같은 팀이 되었다. 스쿼드 경기에서 클라씨 멤버들과 마주친 유나이트 멤버 데이를 보고 먼저 공격했다. 혼자 돌아다니던 데이가 황급히 연막탄을 썼지만 다른 참가자나 장애물이 없었기에 도리어 자신의 위치를 노출했고, 김선유는 가까이 다가가서 데이를 탈락시켰다.

## 학력
- 한솔초등학교(졸업)
- 청담중학교(졸업)
- 한림예술고등학교(재학)

## 음반
- 클라씨 음반은 클라씨 음반 목록을 참고하십시오.

### 리메이크곡
| 연도 | 날짜     | 노래                      | 원곡가수 | 공동 제작자   |
| ---- | -------- | ------------------------- | -------- | ------------- |
| 2022 | 9월 14일 | 〈WINTER FLOWER(雪中梅)〉 | 윤하     |               |
| 2022 | 9월 21일 | 〈구원자〉                | 이하이   | 오마이걸 미미 |

## 음반 외 활동

### TV 프로그램
| 출연기간              | 방송사 | 제목                    | 역할            | 비고                               |
| --------------------- | ------ | ----------------------- | --------------- | ---------------------------------- |
| 2020.12.3             | 엠넷   | 《캡틴》                | 서바이벌 참가자 | 1번째 오디션 참가                  |
| 2021.10.31~2021.11.23 | MBC    | 《등교전 망설임》       | 1학년 참가자    | 《방과후 설렘》 프리퀄             |
| 2021.11.31~2022.2.27  | MBC    | 《방과후 설렘》         | 1학년 참가자    | 2번째 오디션 참가                  |
| 2022.8.30~2022.11.6   | JTBC   | 《두 번째 세계》        | 서바이벌 참가자 | 3번째 오디션 참가                  |
| 2022.11.11            | JTBC   | 《히든싱어》 시즌7 13회 | 게스트          | 클라씨 멤버 채원, 보은과 공동 출연 |